# 朵琳·芙秋
朵琳·芙秋（英語：Doreen Virtue，1958年4月29日—）是美國一名自稱擁有灵视能力的心理学家。
她也自稱是一名灵性治疗师，她发展出来的天使疗法（Angel Therapy），据她自己的说法，是以和来访者的“天使”进行连接的方式，来获取疗癒与其他各方面的信息。
她於2017年8月22日在YouTube發佈影片"Doreen describes her experiences with Jesus"，說明自己已信奉基督教，不再使用天使做預測，讓追隨她的粉絲感到被背叛。

## 著作
朵琳博士的著作包括了 :
- 書
  - 中譯 : 朵琳夫人教你認識大天使
- 牌卡
  - 《大天使神谕占卜卡》
  - 《天使療癒卡》
  - 《靛藍天使指引卡》
  - 《聖者天使神諭卡》
  - 《女神神谕占卜卡》
  - 《扬升大师神谕卡》
  - 《圣哲天使占卜卡》

根据全球最大的心灵出版社Hay House的资料，朵琳的牌卡作品有26套。

## 外部連結
- 官方网站 （英文）
- 朵琳·芙秋的Facebook專頁
- 朵琳·芙秋的Instagram帳戶